# Бридженд
 Бриджѐнд  (на английски: Bridgend; на уелски: Pen-y-bont ar Ogwr, Пен ъ бонт ар О̀гур) е административна единица в Уелс, със статут на графство-район (на английски: county borough). Образувана е със Закона за местното управление от 1994 г. Областта се намира в Южен Уелс и граничи с Нийт Порт Толбът на север, Ронда Кънън Таф на изток и Вейл ъф Гламорган на юг. Бридженд се намира на територията на историческото графство Гламорган. Главен град е Бридженд.

## Градове
- Бридженд
- Майстег
- Пенкойд
- Порткаул
- Тонди